# أوغوستو كارنيرو
أوغوستو دي جيسوس كورتي ريال كارنيرو (من مواليد 5 نوفمبر 1995)، المعروف بلقبه تو كارنيرو ، هو لاعب كرة قدم أنغولي محترف يلعب لصالح نادي بترو إتليتيكو والمنتخب الأنغولي.
ظهر لأول مرة في 29 يونيو 2017 في بطولة كوسافا 2017 التي أقيمت في جنوب أفريقيا حيث لعب ضد مالاوي بالتعادل 0-0.
كما شارك في بطولة أمم إفريقيا للمحليين .
في 11 أكتوبر 2021، سجل تو كارنيرو هدفًا في مرماه ضد الغابون خلال تصفيات كأس العالم 2022 في الخسارة 2-0. 